# Cerkiew Iwerskiej Ikony Matki Bożej w Połądze
Cerkiew Iwerskiej Ikony Matki Bożej – prawosławna cerkiew parafialna w Połądze przy ulicy Sodų. 

## Historia
Parafia prawosławna w Połądze istnieje od 1995 i początkowo korzystała z wynajętych pomieszczeń w miejscowym budynku szkolnym. W 1999 władze miasta bezpłatnie przekazały działkę budowlaną dla nowej cerkwi. Została ona wzniesiona w latach 2000–2002 według projektu D. Borunowa. Do parafii należy ok. stu wiernych. 

## Architektura
Cerkiew w Połądze posiada jedną zwieńczoną krzyżem złoconą kopułę oraz strzeliście wykończoną dzwonnicę wkomponowaną w całość bryły budynku. Chociaż jest tradycyjnie trójdzielna (wyodrębnione pomieszczenie ołtarzowe, nawa i przedsionek), jej przedsionek i nawa mają oryginalny wieloboczny kształt. Okna w cerkwi są półkoliste, poza okrągłym otworem poniżej kopuły naśladującym rozetę. Na zewnątrz malowana jest na biało i zielono. 
We wnętrzu cerkwi znajduje się współcześnie wykonany dwurzędowy złocony ikonostas.